# Mayasura
Prema hinduističkoj mitologiji, Maya (sanskrt मय) – također znan kao Mayāsura (मयासुर) – bio je drevni kralj asurâ, kao i slavan graditelj. Majka mu je božica Diti, kći boga Dakshe.
U drevnom epu naziva Mahabharata, po Mayasuri je nazvana dvorana iluzijâ – Mayasabha. Bio je vladar šume zvane Kamyaka. Mayasura je spomenut i u epu Ramajana, gdje je spomenuto da je sagradio grad Maya Rashtra. Njegove su žene apsara Hema i božica kolere Oladevi. On i Hema odgojili su kraljicu Mandodari.